# Zmarli w roku 1963
Lista osób zmarłych w 1963:

## styczeń 1963
- 10 stycznia – Tadeusz Szeligowski, polski kompozytor (ur. 1896)
- 21 stycznia – Stanisław Grzesiuk, polski pisarz i pieśniarz, popularyzator warszawskiego folkloru (ur. 1918)
- 23 stycznia – Józef Gosławski, polski rzeźbiarz i medalier (ur. 1908)
- 25 stycznia – Antoni Rokita, polski zapaśnik (ur. 1909)
- 28 stycznia – Mieczysław Kłapa, polski nauczyciel, inspektor szkolny, powstaniec śląski, radny i wiceprezydent Katowic (ur. 1890)[1][2]
- 29 stycznia:
  - Adam Alojzy Krzyżanowski, polski ekonomista, profesor Uniwersytetu Jagiellońskiego (ur. 1873)
  - Robert Frost, amerykański poeta (ur. 1874)
- 30 stycznia – Francis Poulenc, francuski kompozytor (ur. 1899)

## luty 1963
- 11 lutego – Sylvia Plath, amerykańska poetka (ur. 1932)
- 13 lutego – Bolesław Hryniewiecki, polski botanik, historyk botaniki i pedagog (ur. 1875)
- 28 lutego – Rajendra Prasad (hindi डाक्टर राजेन्द्र प्रसाद), indyjski polityk, prezydent Indii (ur. 1884)

## marzec 1963
- 25 marca – Zygmunt Klemensiewicz, polski fizyk, chemik i taternik (ur. 1886)
- 29 marca – Pola Gojawiczyńska, polska powieściopisarka (ur. 1896)
- 31 marca – Aleksandra Piłsudska, druga żona Marszałka Józefa Piłsudskiego (ur. 1882)

## kwiecień 1963
- 4 kwietnia – Kajetan Catanoso, włoski duchowny katolicki, założyciel Zgromadzenia Córek św. Weroniki, Misjonarek Świętego Oblicza, święty katolicki (ur. 1879)
- 9 kwietnia – Leonard Michalski, polski oficer, kawaler Orderu Virtuti Militari (ur. 1894)
- 11 kwietnia – Henryk Reyman, polski działacz sportowy, podpułkownik Wojska Polskiego (ur. 1897)
- 12 kwietnia – Kazimierz Ajdukiewicz, polski filozof (ur. 1890)
- 20 kwietnia – Bertil Tallberg, fiński żeglarz, medalista olimpijski (ur. 1883)

## maj 1963
- 3 maja – Konstanty Narkiewicz-Jodko, polski podróżnik, taternik, alpinista, polarnik, doktor fizyki (ur. 1901)
- 28 maja – Allan Franck, fiński żeglarz, medalista olimpijski (ur. 1888)

## czerwiec 1963
- 3 czerwca:
  - Jan XXIII, papież (ur. 1881)
  - Nâzım Hikmet, turecki poeta (ur. 1901)
- 28 czerwca – Roelof Vermeulen, holenderski żeglarz, olimpijczyk (ur. 1906)

## lipiec 1963
- 11 lipca – Paal Kaasen, norweski żeglarz, medalista olimpijski (ur. 1883)
- 13 lipca – Karol Emanuel Cecilio Rodríguez Santiago, działacz katolicki, pierwszy portorykański błogosławiony (ur. 1918)
- 25 lipca – Miklós Szontagh (junior), węgierski lekarz, taternik, działacz turystyczny (ur. 1882)

## sierpień 1963
- 1 sierpnia – Sigurd Holter, norweski żeglarz, medalista olimpijski (ur. 1886)
- 2 sierpnia – Oliver La Farge, amerykański pisarz i etnolog, laureat Nagrody Pulitzera z 1930 (ur. 1901)
- 14 sierpnia – Jan Stachniuk, polski filozof, zadrużanin (ur. 1905)
- 31 sierpnia – Georges Braque, francuski malarz (ur. 1882)

## wrzesień 1963
- 4 września – Robert Schuman, jeden z ojców UE, premier i minister spraw zagranicznych Francji (ur. 1886)
- 6 września – Vladimir Aïtoff, francuski lekarz i rugbysta, medalista olimpijski (ur. 1879)
- 22 września – Jan Dembowski, polski biolog, prezes PAN, polityk, marszałek Sejmu PRL, wiceprzewodniczący Rady Państwa (ur. 1889)

## październik 1963
- 10 października – Édith Piaf, francuska pieśniarka (ur. 1915)
- 11 października – Jean Cocteau, francuski poeta, dramaturg, reżyser filmowy (ur. 1889)
- 21 października – Józef Franczak ps. „Lalek”, ostatni „żołnierz wyklęty” (ur. 1918)
- 30 października – Aleksy Zarycki, duchowny greckokatolicki, błogosławiony (ur. 1913)

## listopad 1963
- 7 listopada – Stanisław Ossowski, polski socjolog, współtwórca Polskiego Towarzystwa Socjologicznego (ur. 1897)
- 13 listopada – Margaret Murray, brytyjska egiptolog, archeolog, antropolog, wykładowczyni akademicka (ur. 1863)
- 18 listopada – Edgar Beyn, niemiecki żeglarz, olimpijczyk (ur. 1894)
- 19 listopada – Carmen Amaya, hiszpańska tancerka i śpiewaczka romskiego pochodzenia, która zrewolucjonizowała flamenco (ur. 1918)
- 22 listopada:
  - Clive Staples Lewis, brytyjski pisarz, autor Opowieści z Narnii (ur. 1898)
  - John F. Kennedy, 35. prezydent Stanów Zjednoczonych (ur. 1917)
  - Aldous Huxley, pisarz brytyjski (ur. 1894)
- 24 listopada – Lee Harvey Oswald, zabójca Johna F. Kennedy’ego (ur. 1939)
- 14 grudnia:
  - Marie Marvingt, francuska pielęgniarka, lotniczka, sportsmenka, inicjatorka utworzenia latających ambulansów, pierwsza kobieta, która latała jako pilot bojowy (ur. 1875)
  - Erich Ollenhauer, niemiecki polityk (ur. 1901)

## grudzień 1963
- 19 grudnia – Ingolf Rød, norweski żeglarz, medalista olimpijski (ur. 1889)
- 20 grudnia:
  - Paul Constantinescu, rumuński kompozytor i pedagog (ur. 1909)
  - Gustaw Morcinek, polski pisarz (ur. 1891)
- 21 grudnia – Józef Kołodziejczyk, polski krajoznawca, pedagog (ur. 1892)
- 24 grudnia – Mariano Arrate, hiszpański piłkarz (ur. 1892)
- 25 grudnia – Tristan Tzara, francuski poeta pochodzenia rumuńskiego, twórca dadaizmu (ur. 1896)
- 28 grudnia – Miloš Janoška, słowacki pedagog, działacz turystyczny i krajoznawca, inicjator założenia czasopisma Krásy Slovenska (ur. 1884)
- data dzienna nieznana: 
  - Louis Huybrechts, belgijski żeglarz, medalista olimpijski (ur. 1875)
  - James Jose, brytyjski rugbysta, medalista olimpijski (ur. 1881)